# Рованијеми
Рованијеми (фин. Rovaniemi, лап. Ruávinjargâ) је град у Финској, у северном делу државе. Рованијеми је управно седиште и највећи град округа Финска Лапонија, где град са окружењем чини истоимену општину Рованијеми.

## Географија
Град Рованијеми се налази у северном делу Финске. Од главног града државе, Хелсинкија, град је удаљен 830 км северно.
Рељеф: Рованијеми се сместио у источном делу Скандинавије, у историјској области Лапонија. Подручје града је равничарско до брежуљкасто, а надморска висина се креће око 140 м.
Клима у Рованијемију је субполарна. Стога су зиме оштре и дуге, а лета свежа и кратка.
Воде: Рованијеми се развио на ушћу речице Оунасјоки у већу реку Кемијоки. Град је на овај начин подељен на три дела. Додатно, подручје реке је овде преграђено, па је створено вештачко језеро усред града.

## Историја
Рованијеми је за финске услове млад град, са градским правима од 1960. године.
Међутим, прва насеља на овом подручју забележена су 15. веку,а прво становништво су били Лапонци. Током 19. века ово насеље добија обрисе градића.
Крајем Другог светског рата (1944) десила се битка за Рованијеми, после које је град готово у целости уништен.
Послератне деценије биле су посвећене обнови града. Последњих пар деценија град се брзо развио у савремено градско насеље северног дела државе.

## Становништво
Према процени из 2012. године у Рованијемију је живело 50.842 становника, док је број становника општине био 60.896.
| 1980. | 1990. | 2000.  | 2012.  |
| ----- | ----- | ------ | ------ |
| -     | -     | 45.804 | 50.842 |

Етнички и језички састав: Рованијеми је одувек био претежно насељен Финцима, док су у окружењу традиционално живели Лапонци. Последњих деценија, са јачањем усељавања у Финску, становништво града је постало шароликије. По последњим подацима преовлађују Финци (97,6%), присутни су и у веома малом броју Лапонци (0,2%) и Швеђани (0,1%), док су остало усељеници.

## Галерија
- Дом културе „Корунди“
- Средишњи трг у Рованијемију
- Главна Протестантска црква у граду
- Деда Мразово село

## Градови-побратими
- Ајка
- Алања
- Кадилак
- Дрвар
- Гриндавик
- Харбин
- Санкт Јохан им Тирол
- Касел
- Кируна
- Мурманск
- Нарвик
- Нојштрелиц
- Олштин
- Веспрем